# 小川慎太郎
小川 慎太郎（おがわ しんたろう、1991年5月15日 - ）は、日本の男性声優。青二プロダクション所属。茨城県出身。

## 略歴
青二塾東京校第31期卒業。

## 人物
趣味は料理、アナログゲーム、エレキベース。特技は日本舞踊。
資格・免許は普通自動車免許。

## 出演

### テレビアニメ
2012年
- エリアの騎士（U‐15代表B）
- CØDE:BREAKER（沖田、クラスメイト）
- 絶園のテンペスト 〜THE CIVILIZATION BLASTER〜（部下D、兵B、官僚）
- BRAVE10（忍者）
- ROBOTICS;NOTES（男、トレボー2）
- ONE PIECE エピソードオブナミ 〜航海士の涙と仲間の絆〜（魚人／村人）

2013年
- 京騒戯画（白服達）
- ちびまる子ちゃん（2013年 - 2014年、男、男の子D）
- RDG レッドデータガール（今井）
- 恋愛ラボ（教師、男、男子、男子生徒、悪者、夕刊太郎）

2014年
- アオハライド（男子生徒、洸の友達、男子中学生、男子高校生）
- 暴れん坊力士!!松太郎（弟子、兄弟子）
- 金色のコルダ Blue♪Sky（男子生徒）
- ディスク・ウォーズ:アベンジャーズ（級友）
- ワールドトリガー（2014年 - 2021年、生徒、奥寺常幸、市民、C級隊員 他） - 2シリーズ

2015年
- 戦国無双（村人A）
- 電波教師（男子生徒A）

### OVA
2012年
- CØDE:BREAKER（沖田）

### 劇場アニメ
2012年
- ONE PIECE FILM Z

2014年
- 楽園追放 -Expelled from Paradise-（浜辺の人々）

2015年
- ドラゴンボールZ 復活の「F」

### ゲーム
2012年
- 仮面ライダー 超クライマックスヒーローズ（仮面ライダーデルタ）
- モンスター烈伝 オレカバトル（召喚士キク）

2013年
- 仮面ライダー バトライド・ウォー（2013年 - 2016年、ホースオルフェノク） - 3作品
- マブラヴ オルタネイティヴ トータル・イクリプス（2013年）

2014年
- 仮面ライダー サモンライド!
- スーパーロボット大戦OGサーガ 魔装機神F COFFIN OF THE END
- スーパーヒーロージェネレーション（オリオン・ゾディアーツ）
- FANTASY HERO 〜unsigned legacy〜（ハウル・キーリング）

2016年
- オール仮面ライダー ライダージェネレーション（ホースオルフェノク / 仮面ライダーオーガ）

### テレビ
- スッキリ!!
- 世界の果てまでイッテQ!

### 朗読CD
- 恐怖怪談 オウマガトキ 其之七 （兄、編集長、警官、同僚）

### ラジオドラマ
- 「花の慶次〜雲のかなたに〜」“琉球の章”（2013年）
- VOMIC てとくち（2013年、佐竹屋惣太郎）